# Cuccaro Monferrato
Pour les articles homonymes, voir Cuccaro.
Cuccaro Monferrato est une ancienne commune italienne de la province d'Alexandrie dans le Piémont en Italie. Depuis le 1er février 2019, elle s'est fusionnée avec la commune voisine de Lu pour former la nouvelle commune de Lu e Cuccaro Monferrato.

## Administration
| Période                                  | Période | Identité | Étiquette | Qualité |
| ---------------------------------------- | ------- | -------- | --------- | ------- |
|                                          |         |          |           |         |
| Les données manquantes sont à compléter. |         |          |           |         |

### Communes limitrophes
Camagna Monferrato, Fubine, Lu (Italie), Quargnento, Vignale Monferrato